# Trinidad e Tobago nos Jogos Olímpicos de Verão de 2008
Trinidad e Tobago participou dos Jogos Olímpicos de Verão de 2008 em Pequim, na China. O país estreou nos Jogos em 1948 e em Pequim fez sua 16ª apresentação.

## Medalhas
| Atleta                                                        | Esporte   | Evento                        | Medalha |
| ------------------------------------------------------------- | --------- | ----------------------------- | ------- |
| Keston Bledman Marc Burns Emmanuel Callender Richard Thompson | Atletismo | Revezamento 4x100 m masculino | Ouro    |
| Richard Thompson                                              | Atletismo | 100 m masculino               | Prata   |

## Desempenho

### Atletismo
Masculino
| Atletas                                                                       | Evento              | Preliminares | Preliminares | Quartas | Quartas | Semifinal   | Semifinal   | Final       | Final            |
| Atletas                                                                       | Evento              | Marca        | Posição      | Marca   | Posição | Marca       | Posição     | Marca       | Posição          |
| ----------------------------------------------------------------------------- | ------------------- | ------------ | ------------ | ------- | ------- | ----------- | ----------- | ----------- | ---------------- |
| Darrel Brown                                                                  | 100 metros          | 10s22        | 7º           | 10s93   | 40º     | Não avançou | Não avançou | Não avançou | Não avançou      |
| Marc Burns                                                                    | 100 metros          | 10s46        | 38º          | 10s05   | 6º      | 9s97        | 6º          | 10s01       | 7º               |
| Richard Thompson                                                              | 100 metros          | 10s24        | 10º          | 9s99    | 2º      | 9s93        | 3º          | 9s89        | Medalha de prata |
| Aaron Armstrong                                                               | 200 metros          | 20s57        | 8º           | 20s58   | 19º     | Não avançou | Não avançou | Não avançou | Não avançou      |
| Rondell Sorillo                                                               | 200 metros          | 20s58        | 9º           | 20s63   | 21º     | Não avançou | Não avançou | Não avançou | Não avançou      |
| Renny Quow                                                                    | 400 metros          | 45s13        | 9º           |         |         | 44s82       | 7º          | 45s22       | 7º               |
| Ato Modibo                                                                    | 400 metros          | 45s63        | 26º          |         |         | Não avançou | Não avançou | Não avançou | Não avançou      |
| Mikel Thomas                                                                  | 110 m com barreiras | 13s69        | 27º          | 13s62   | 20º     | Não avançou | Não avançou | Não avançou | Não avançou      |
| Keston Bledman Marc Burns Emmanuel Callender Richard Thompson Aaron Armstrong | 4x100 metros        | 38s26        | 1º           |         |         |             |             | 38s06       | Medalha de ouro  |
| Ato Modibo Jovon Toppin Cowin Mills Stan Waithe                               | 4x400 metros        | 3m04s12      | 13º          |         |         |             |             | Não avançou | Não avançou      |

Feminino
| Atletas                                                         | Evento               | Preliminares  | Preliminares  | Quartas | Quartas | Semifinal   | Semifinal   | Final       | Final       |
| Atletas                                                         | Evento               | Marca         | Posição       | Marca   | Posição | Marca       | Posição     | Marca       | Posição     |
| --------------------------------------------------------------- | -------------------- | ------------- | ------------- | ------- | ------- | ----------- | ----------- | ----------- | ----------- |
| Kelly-Ann Baptiste                                              | 100 metros           | 11s39         | 17º           | 11s42   | 22º     | Não avançou | Não avançou | Não avançou | Não avançou |
| Semoy Hackett                                                   | 100 metros           | 11s53         | 31º           | 11s46   | 25º     | Não avançou | Não avançou | Não avançou | Não avançou |
| Sasha Springer-Jones                                            | 100 metros           | 11s55         | 32º           | 11s71   | 40º     | Não avançou | Não avançou | Não avançou | Não avançou |
| Aleesha Barber                                                  | 100 m com barreiras  | 13s01 (NR)    | 18º           |         |         | Não avançou | Não avançou | Não avançou | Não avançou |
| Josanne Lucas                                                   | 400 m com barreiras  | 57s76         | 23º           |         |         | Não avançou | Não avançou | Não avançou | Não avançou |
| Wanda Hutson Kelly-Ann Baptiste Ayanna Hutchinson Semoy Hackett | 4x100 metros         | Não completou | Não completou |         |         |             |             | Não avançou | Não avançou |
| Rhonda Watkins                                                  | Salto em distância   | 5,88m         | 37º           |         |         |             |             | Não avançou | Não avançou |
| Cleopatra Borel-Brown                                           | Arremesso de peso    | 17,96m        | 17º           |         |         |             |             | Não avançou | Não avançou |
| Candice Scott                                                   | Arremesso de martelo | 63,03m        | 40º           |         |         |             |             | Não avançou | Não avançou |

### Natação
Masculino
| Atleta(s)       | Evento       | Eliminatórias | Eliminatórias | Semifinal   | Semifinal   | Final       | Final       |
| Atleta(s)       | Evento       | Tempo         | Posição       | Tempo       | Posição     | Tempo       | Posição     |
| --------------- | ------------ | ------------- | ------------- | ----------- | ----------- | ----------- | ----------- |
| George Bovell   | 50 m livre   | 21s77         | 2º            | 21s86       | 11º         | Não avançou | Não avançou |
| George Bovell   | 100 m livre  | 48s83         | 20º           | Não avançou | Não avançou | Não avançou | Não avançou |
| Nicholas Bovell | 200 m medley | 2m03s90       | 36º           | Não avançou | Não avançou | Não avançou | Não avançou |

Feminino
| Atleta(s)         | Evento     | Eliminatórias | Eliminatórias | Semifinal   | Semifinal   | Final       | Final       |
| Atleta(s)         | Evento     | Tempo         | Posição       | Tempo       | Posição     | Tempo       | Posição     |
| ----------------- | ---------- | ------------- | ------------- | ----------- | ----------- | ----------- | ----------- |
| Sharntelle McLean | 50 m livre | 26s19         | 39º           | Não avançou | Não avançou | Não avançou | Não avançou |

### Tênis de mesa
Masculino
| Atleta           | Evento  | Preliminar                                     | Rodada 1               | Rodada 2               | Rodada 3               | Rodada 4               | Quartas                | Semifinal              | Final                  |
| Atleta           | Evento  | Adversário e resultado                         | Adversário e resultado | Adversário e resultado | Adversário e resultado | Adversário e resultado | Adversário e resultado | Adversário e resultado | Adversário e resultado |
| ---------------- | ------- | ---------------------------------------------- | ---------------------- | ---------------------- | ---------------------- | ---------------------- | ---------------------- | ---------------------- | ---------------------- |
| Dexter St. Louis | Simples | CAN Zhang Peng D 0–4 (6–11, 7–11, 10–12, 4–11) | Não avançou            | Não avançou            | Não avançou            | Não avançou            | Não avançou            | Não avançou            | Não avançou            |

### Tiro
Masculino
| Atleta       | Evento             | Qualificação | Qualificação | Final       | Final       | Posição |
| Atleta       | Evento             | Placar       | Posição      | Placar      | Total       | Posição |
| ------------ | ------------------ | ------------ | ------------ | ----------- | ----------- | ------- |
| Roger Daniel | Pistola de ar 10 m | 571          | 37º          | Não avançou | Não avançou | 37º     |